# Irmelshausen (Adelsgeschlecht)
Die Herren von Irmelshausen waren ein fränkisches Adelsgeschlecht, das aus einer Nebenlinie der Grafen von Henneberg hervorging. Es hatte seinen Sitz in Irmelshausen im Grabfeld und war einer von mehreren Familienästen, die gemeinsam nach ihrem Stammvater Poppo II. als „Popponische Linien“ bezeichnet wurden. Sie führten nicht den Grafentitel. 
Die Linie der Herren von Irmelshausen erlosch bereits in der zweiten bzw. dritten Generation, da sich diese nach anderen Stammsitzen als „Herren von Lichtenberg“ bzw. „Herren von Sternberg“ bezeichneten.

## Geschichte

### Ursprung
Der Henneberger Poppo II. († 1118), jüngerer Bruder des regierenden Grafen Godebold II. von Henneberg († 1144), war der Stammvater der nach ihm benannten „Popponischen Linie“. Poppo II. hatte folgende drei Söhne, welche jeweils die nach ihrem Stammsitz benannten Linien gründeten: 
- Poppo III. von Irmelshausen (* vor 1131; † 1160)
- Ludwig I. von Lengsfeld (1137–1164), von Frankenstein (* vor 1131; † nach 1164)
- Gotebold III. von Wasungen (* 1107; † nach 1164)

### Entwicklung des Hauses

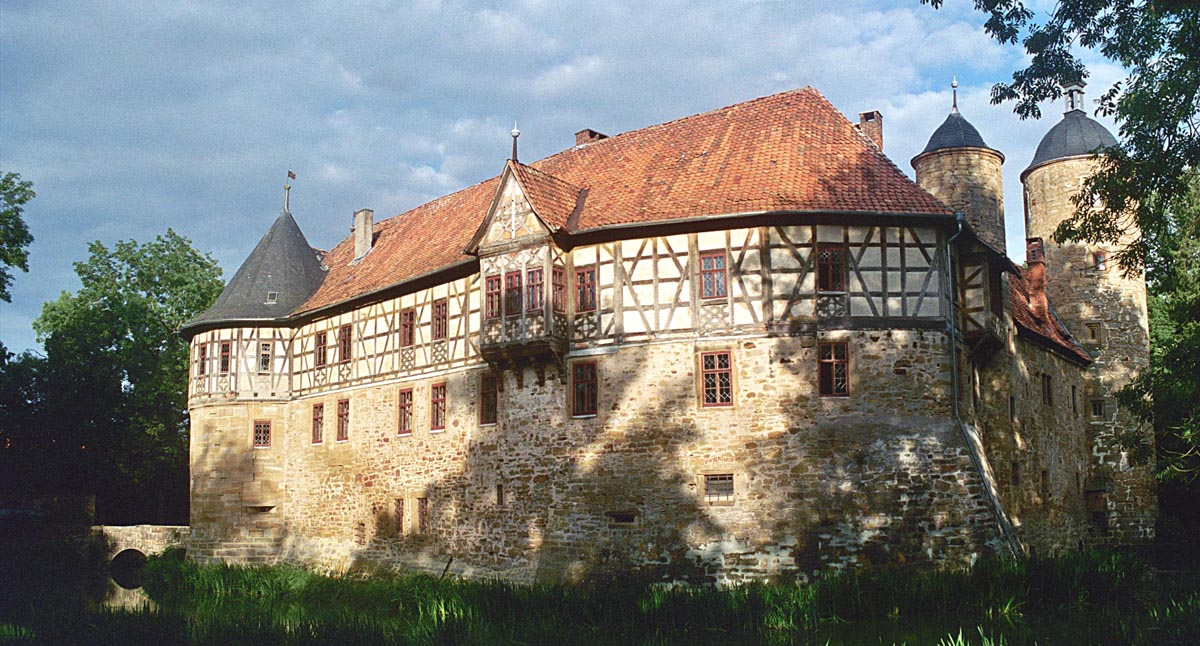
Die später zum Wasserschloss Irmelshausen ausgebaute Burg

Poppo III. nahm seinen Sitz auf der Burg in Irmelshausen bei Höchheim im Grabfeld und nannte sich nach dieser „Poppo III. von Irmelshausen“. Er kaufte im Jahr 1156 vom Pfalzgrafen Hermann von Stahleck die Habesburg bei Meiningen, da dieser Geld zur Gründung des Zisterzienser-Klosters Bildhausen auf seinem Eigengut benötigte. Da Poppo III. nicht genügend Geld für den Kauf aufbringen konnte, lieh er sich vom Kloster Wechterswinkel Geld und übertrug im Gegenzug verschiedene Güter und Einkünfte an das Kloster.
Poppo III. hatte folgende drei Söhne:
- Heinrich I. von Irmelshausen (1156–1160), von Lichtenberg (1161–1165), von Henneberg (1161), († 1167)
- Poppo V. von Irmelshausen, von Lichtenberg (1168–1179), († 1199)
- Gotebold IV. von Lichtenberg (1168–1176), von Irmelshausen-Habesberg (1169) († nach 1187)

Um 1156 hatte der älteste Sohn Heinrich I. bereits eine eigene Linie begründet, welche er nach der Lichtenburg bei Ostheim vor der Rhön als „Herren von Lichtenberg“ bezeichnete. Die Stammburg in Irmelshausen ist wahrscheinlich auf den zweiten Sohn Poppo V. übergegangen.
Nach dem Tod von Heinrich I. im Jahr 1167 bezeichneten sich auch seine beiden jüngeren Brüder Poppo V. und Gotebold IV. als „Herren von Lichtenberg“. Poppo V. nannte sich 1179 das letzte Mal nach Lichtenberg. Danach hat er vermutlich seinen Sitz nach Irmelshausen verlegt, nach dem er sich in Urkunden aus den Jahren 1179, 1186 und 1194 nannte. Poppos V. Sohn Heinrich II. von Sternberg (ab 1199), († 1228) hat, wahrscheinlich weil Irmelshausen kein freies Eigen, sondern nur Lehensbesitz war, die Burg Sternberg im Grabfeld erbaut und seinen Sitz spätestens 1199 dorthin verlegt. Er war somit Begründer der Linie der Herren von Sternberg.
Gotebold IV., der vermutlich jüngste Sohn Poppos III. von Irmelshausen und Bruder von Poppo V. von Lichtenberg, bezeichnete sich ab 1169 nach der von seinem Vater im Jahr 1156 erworbenen Burg Habesburg (Habichtsburg) bei Meiningen als „Gotebold IV. von Irmelshausen-Habesberg“.  Gleichzeitig nannte er sich zwischen 1168 und 1176 auch „von Lichtenberg“.

### Erlöschen
Gotebold IV. starb um 1186. Vermutlich hat er eine Tochter gehabt, welche den Edelfreien Adalbert von Hildenburg heiratete. Da dieser sich im Jahr 1212 nach der Herrschaft Lichtenberg nannte, hat sie wahrscheinlich Lichtenberg und Irmelshausen mit in diese Ehe gebracht. Über deren gemeinsame Tochter kam der Besitz an den Sohn von Otto von Botenlauben, Mitglied einer Goteboldischen Nebenlinie der Grafen von Henneberg.

## Stammliste

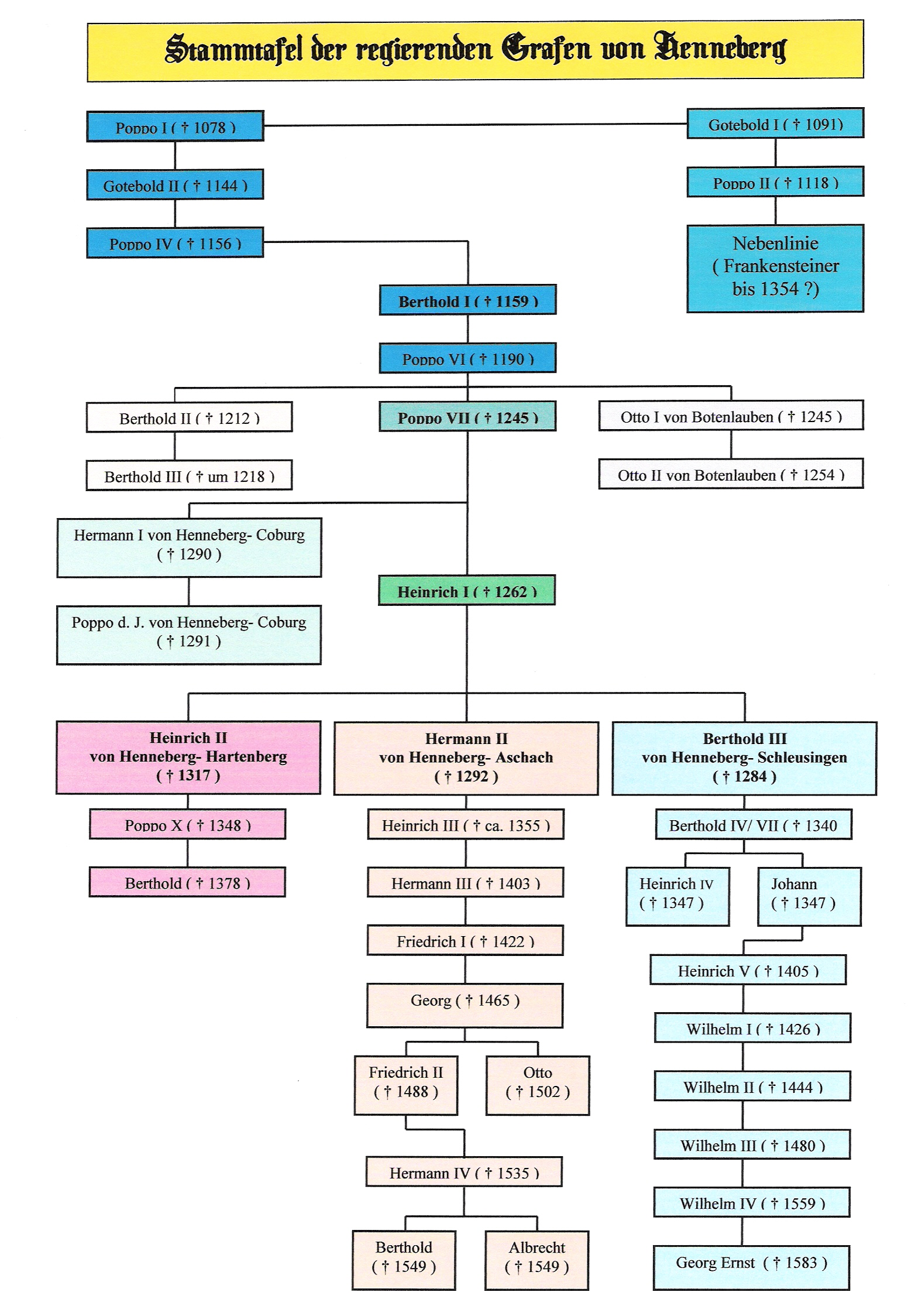
Stammtafel derer von Henneberg

### Popponische Nebenlinie von Irmelshausen
B2. Graf Poppo II. von Henneberg, Stammvater mehrerer Nebenlinien (Popponische Linie), die nicht den Grafentitel führten und bald wieder erloschen (Herren von Frankenstein, Lichtenberg, Wasungen, Irmelshausen, Sternberg), urkundlich 1096 bis 1116, (* vor 1096; † (20./21.) August 1118); ⚭ () Beatrix von Gleichen († 1120), Tochter von Graf Erwin I. von Gleichen (1040–1116) und Helinburg von Lohra (1080–1133)
C1. Poppo III. von Henneberg-Irmelshausen, urkundlich 1131 bis 1156, kauft 1156 die Habesburg, (* vor 1131; † (1160)); ⚭ () N.N., Begründer der Linie von Irmelshausen
D1. Heinrich I. von Irmelshausen (1156–1160), von Lichtenberg (1161–1165), von Henneberg (1161), († 1167)
D2. Poppo V. von Irmelshausen, von Lichtenberg (1168–1179), urkundlich 1156 bis 1199, (* vor 1156; † 29. Mai 1199); ⚭ () Irmgard (von Rothausen) (–)
E1. Heinrich II. von Sternberg, urkundlich 1199, (* vor 1199; ⚔ 6. Dezember 1228 bei Meiningen); ⚭ () N.N. (von Wildberg) (–), Begründer der Linie der Herren von Sternberg
D3. Gotebold IV. von Lichtenberg (1168–1176), von Irmelshausen-Habesberg (1169), urkundlich 1156 bis 1186, (* vor 1156; † nach 1187); ⚭ () N.N.
E1. Tochter von Henneberg; ⚭ () Adalbert III. von Hildenburg († 9. Februar 1217/1228)